# Calligrafia mongola
La calligrafia mongola è la tecnica di scrittura artistica a mano nella scrittura mongola classica, che comprende novanta lettere collegate verticalmente da tratti continui per creare parole. Nel 2013 è stata inserita dall'UNESCO nella lista del patrimonio culturale immateriale che necessita di urgente tutela.
Questa tecnica di scrittura, che utilizza lettere formate da sei tratti principali, viene utilizzata per la stesura di lettere ufficiali, inviti e corrispondenza diplomatica, ma anche per emblemi, loghi, monete e francobolli.
La calligrafia mongola viene insegnata da mentori che selezionano gli studenti migliori per portarli a diventare calligrafi durante una formazione che ha una durata dai cinque agli otto anni. Questa pratica è oggi portata avanti solo da tre studiosi che stanno formando volontariamente una piccola comunità di circa venti giovani calligrafi.
Per questa tecnica di scrittura fino al XVIII secolo veniva utilizzato un calamo, successivamente sostituito da un particolare pennello sotto l'influenza cinese. I calami erano tradizionalmente realizzati in legno, bambù, osso, bronzo o ferro, mentre l'inchiostro utilizzato era nero o rosso cinabro, steso su fogli di corteccia di betulla, carta, panni di seta o cotone e lastre di legno o argento.